# La Argentinita
Encarnación López Júlvez, conocida artísticamente como La Argentinita (Buenos Aires, 3 de marzo de 1898 – Nueva York, 24 de septiembre de 1945), fue una bailarina, coreógrafa, canzonetista y bailaora de flamenco hispanoargentina, hermana de la también bailarina y coreógrafa Pilar López Júlvez. Fue reconocida en vida como la más alta expresión del flamenco de su tiempo.

## Biografía
Hija de inmigrantes españoles en Argentina, donde su padre decidió abrir un negocio de telas. Durante el tiempo que la familia residió en este país, dos de los hijos fallecieron a causa de una epidemia de escarlatina, por lo que decidieron volver a España en el año 1901, cuando aún era una niña. Su familia desarrolló un gran interés por el mundo del flamenco, lo que supuso el despegue artístico de Encarnación. Con tan solo cuatro años, se inició en el mundo del baile junto a su instructora Julia Castelao. Su primera actuación en público fue con ocho años en el Teatro-Circo de San Sebastián. A partir de ese momento se la conoció por La Argentinita para distinguirla de la también célebre Antonia Mercé quien recibió el nombre de La Argentina. Después de recorrer España como niña prodigio, recaló en Madrid, trabajando en el Teatro La Latina, Teatro de la Comedia, Teatro de La Princesa, Teatro Apolo y el Teatro Príncipe Alfonso. Conjugaba el flamenco, el tango, las bulerías y los boleros, en una suerte de mezclas que resultaron una novedad en su época.

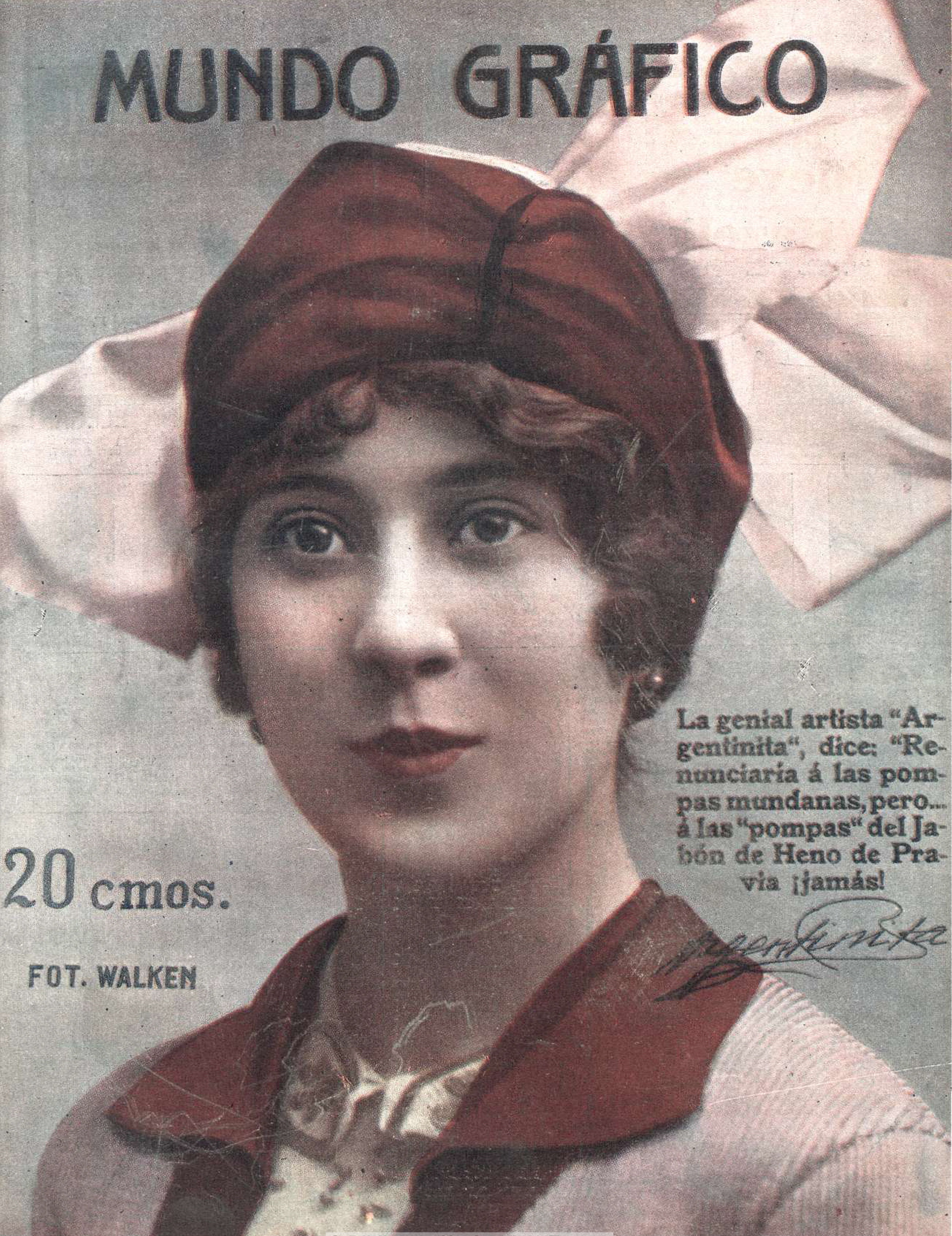
Retratada hacia 1916 en la portada de Mundo Gráfico

Su éxito la llevó a Barcelona, a Portugal y a París, para recorrer luego Latinoamérica. A principios de la década de 1920 regresó de nuevo a España, y trabajó en Madrid para retirarse momentáneamente en 1926. Su vuelta al espectáculo estuvo acompañada por una renovación artística que la unió a la generación del 27, en la que conjugaba el flamenco, el tango, las bulerías y los boleros. Con piezas adaptadas a la tradición popular, recorrió Europa, triunfando en París y Berlín, y participó en los movimientos artísticos de la época, junto a Rafael Alberti, Federico García Lorca, Edgar Neville o Ignacio Sánchez Mejías, el denominado torero intelectual, hombre casado y que fue su amante.[cita requerida] La Argentinita se retiró una segunda vez para mantener su relación clandestina con el torero y escritor español, aunque la nostalgia por retomar su carrera profesional la hizo volver a los escenarios con la ayuda de su amante, quien participó de manera activa en la búsqueda y contratación de los intérpretes de sus próximas actuaciones.

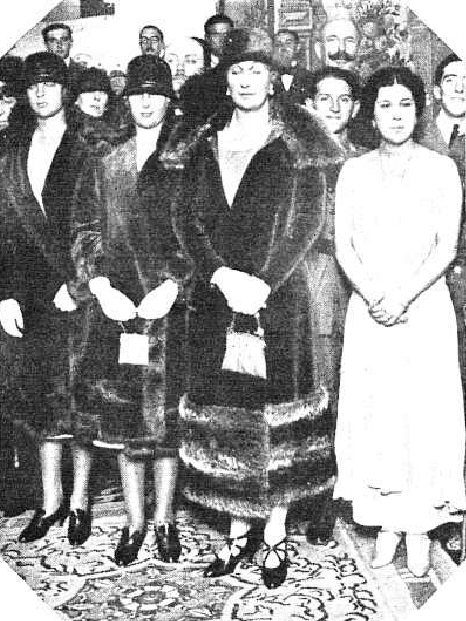
La Argentinita en 1924 (vestida de blanco a la derecha), junto con la reina Victoria y sus hijas Beatriz y Cristina, después del festival realizado en el hospital de heridos de la guerra de Marruecos.

En 1931, grabó cinco discos gramofónicos de pizarra de 25 cm y 78 revoluciones por minuto (rpm.) con una selección de canciones preparadas y adaptadas por Federico García Lorca, titulada Colección de Canciones Populares Españolas, que estuvieron acompañadas al piano por el propio Lorca. Entre los diez temas escogidos estaban coplas como Los cuatro muleros, Zorongo gitano, Anda jaleo o En el Café de Chinitas.
Con la llegada de la Segunda República formó junto a su hermana Pilar y al poeta García Lorca su propia compañía de ballet llamada Bailes Españoles de la La Argentinita, y preparó las primeras coreografías, entre las que destacaron Las calles de Cádiz, Sevillanas del siglo XVIII, El Café de Chinitas, El rango del escribano y El amor brujo. En esta nueva etapa el espectáculo viajó por España y París, donde fue reconocida como una de las artistas más importantes del flamenco de todos los tiempos. La compañía de La Argentinita contaba con figuras del flamenco de la talla de Juana la Macarrona, La Malena, Fernanda Antúnez, Rafael Ortega y Antonio de Triana, que fue su pareja de baile hasta la década de 1940, siendo sustituido primero por Federico Rey, y después por José Greco.
Al terminar su periplo por España, llevó el espectáculo a América, espoleada también por la muerte de Sánchez Mejías en 1934 a causa de una cornada en el ruedo de Manzanares. Tras este trágico acontecimiento, la artista buscó refugio en el trabajo y se trasladó a Buenos Aires para bailar en el Teatro Colón, desde donde emprendió una larga gira americana con un amplio repertorio por casi todos los países del continente. En el año 1936, contaba con un notable éxito en Nueva York. La Argentinita volvió a España, pero huyó del país poco antes del estallido de la guerra civil española, viajando por el Marruecos francés (Casablanca), París, Londres, Países Bajos, Bélgica, y finalizada la guerra, permaneció en la ciudad de Nueva York, Estados Unidos, donde estableció su residencia. Allí, fue contratada por el empresario americano Hurock. Desde entonces y hasta 1945, el año de su muerte, desarrolló su carrera y se convirtió en una de las estrellas más grandes de la danza internacional, llegando incluso a participar en obras cinematográficas. En 1943, presentó en el Metropolitan Opera House de Nueva York el cuadro flamenco El Café de Chinitas, con coreografía propia, textos de Lorca, decorados de Salvador Dalí y la orquesta dirigida por José Iturbi. Además, también actuó en el Water Gate de Washington D. C. junto a su hermana Pilar López Júlvez, también reconocida como bailaora y coreógrafa.
El 28 de mayo de 1945, realizó su última interpretación, también en el Metropolitan, de la obra orquestal el Capricho español, compuesta en el año 1887 por Nikolái Rimski-Kórsakov sobre melodías españolas.
Al término de la función, ingresó en un hospital donde falleció el 24 de septiembre de 1945 debido a un tumor ubicado en el vientre del que no quiso operarse para no abandonar la danza. Su cadáver fue repatriado a España en el mes de diciembre y enterrado en la capital española, en el cementerio de San Isidro. Ese mismo año, se deshizo la compañía de Bailes Españoles de La Argentinita.
Entre los honores que recibió tras su fallecimiento, se encuentra una placa en el Metropolitan Opera House, además de las medallas de Alfonso X El Sabio y la Orden de Isabel la Católica con el objetivo de premiar los méritos adquiridos en diversos campos de la cultura.

## Discografía

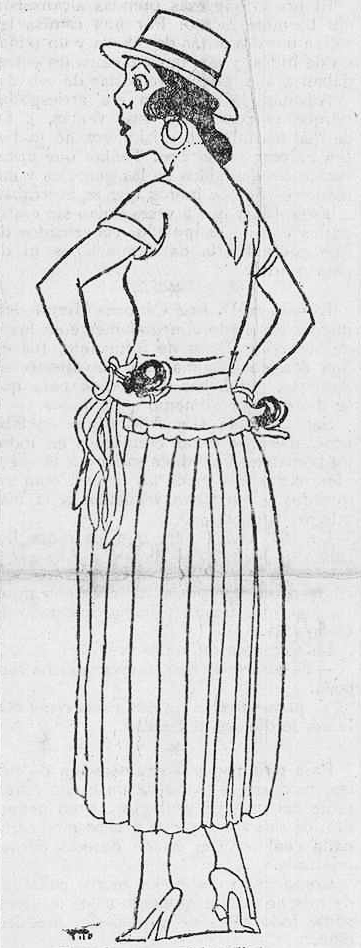
La Argentinita dibujada por Tito (La Libertad, 1923)

La Argentinita fue autora de dos obras y partícipe en otras veintisiete junto a diversos artistas.

### Obras propias
- Duende y figura fue una remasterización publicada en Madrid en el año 1994 por la editorial Sonifolk. Esta obra puede encontrarse en dos formatos de grabación de sonido, casete o disco.
- La Argentinita fue publicada en Barcelona en el año 1958 por la casa discográfica Compañía del Gramófono Odeón. Esta obra solo se encuentra en un único formato de grabación de sonido, el disco.

### Obras en las que participa
- Consuelo la Alegría es un tango compuesto por Manuel Font de Anta que fue publicado en Barcelona en el año 1929 por la editorial Compañía del Gramófono. En esta obra, La Argentinita apareció como intérprete con castañuelas y acompañamiento de orquesta.
- El gaucho fue una obra basada en el poema dramático Cancionera compuesta por Osmán Pérez Freire y publicada en Barcelona en el año 1929 por la editorial Compañía del Gramófono. En esta obra, La Argentinita realizó el acompañamiento de orquesta.
- Colección de Canciones Populares Españolas fue un conjunto de canciones populares antiguas transcritas y armonizadas por Federico García Lorca junto a La Argentinita. Esta colección fue publicada en Barcelona en el año 1932 por la editorial Compañía del Gramófono y consta de doce pistas, entre las que cabe destacar títulos como Sevillanas del Siglo XVIII y En el Café de Chinitas. Este conjunto de canciones cuenta con varias remasterizaciones de la mano de Sonifolk.[5]
- Goyescas fue una obra perteneciente a la danza número 5 Intermezzo compuesta por Enrique Granados y publicada en Barcelona en el año 1941 por la editorial Compañía del Gramófono Odeón. En esta obra, La Argentinita realizó un solo de castañuelas con acompañamiento de orquesta.
- El amor brujo fue una obra perteneciente a la Colección de Danzas Clásicas y Españolas compuesta por Manuel de Falla en el año 1944. Sin embargo, fue publicada en Madrid en el año 1996 por la editorial Sonifolk. En esta obra, La Argentinita realizó un acompañamiento de orquesta con castañuelas y taconeo.[6]

## Homenajes

### Retrato en el museo Julio Romero de Torres

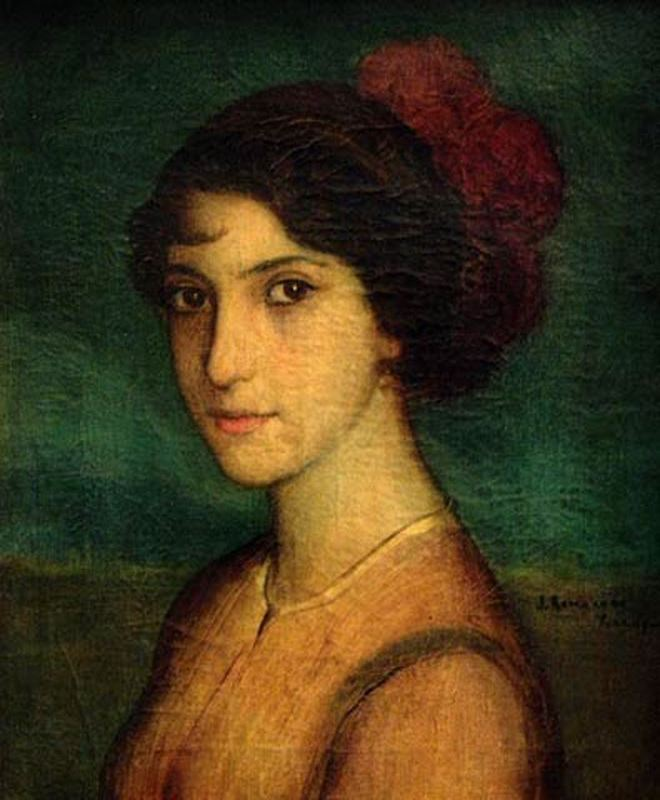
Retrato de La Argentinita (1915), de Julio Romero de Torres.

En el museo cordobés Julio Romero de Torres, se conserva un retrato dedicado a La Argentinita, ubicado en la sala número cuatro, llamada «El origen de lo hondo», que alberga obras cuyos temas principales son el flamenco y la copla. La pintura fue realizada en el año 1915 por Julio Romero de Torres y responde a una época en la que el autor utiliza una pincelada y colorido influenciado por el movimiento impresionista francés. La expresión de La Argentinita queda desplazada a un segundo plano para resaltar la importancia del color, que es el auténtico protagonista del cuadro.

### ExposiciónCompañía de Bailes Españoles. Argentinita y Pilar López
Esta exposición segoviana rinde homenaje a La Argentinita y a su hermana Pilar López Júlvez. Se trata una iniciativa de la propia familia, que por primera vez sacó los vestidos del baúl de las artistas para mostrarlos al público. Esta exhibición consta de diecisiete trajes originales que las bailarinas habían utilizado en algunos de sus ballets más representativos, destacando obras como La vendimia de Enrique Granados o Café de Chinitas de Federico García Lorca. Como añadido, la exposición se completa con documentación periodística y artística, pinturas, dibujos y carteles producidos para promocionar los espectáculos y retratos de la época.

## Mención por diversos poetas
El poeta Manuel Machado se refirió a la artista
«Era como una pluma en el aire… fue preciso que la vida lastrara su corazón con el peso del gran amor y su cuerpo delicioso conociera el valor estatutario de la línea y el secreto del abandono femenino y del hondo dolor humano para que la hiciera reposar sobre el suelo y la convirtiera en la intérprete de los cantaores hondos y las danzas flamencas y le diera una voz cordial, aterciopelada y penetrante, sin estridencia y una maravillosa expresión dramática en el baile y en la copla».
El poeta Jerónimo Gómez dedicó estas palabras a la artista
«La Argentinita sabe imprimir a nuestros bailes un aspecto digno y artístico y unir a los primores de la ejecución las sales compatibles del decoro. Su arte castizo: su braceo y su colocación conservan en todo momento la pureza de la línea que no se descompone jamás con retorcimientos monstruosos o extravagantes: es arte, en fin, de solera española que se plasma en ritmo y melodía».
Blas de Otero la menciona en el poema "Habrá poesía"
«Mientras la Argentinita canta con voz de calandria acompañada
al piano por Federico,
y caminan poco a poco las estrellas llevándose la mano al pelo al
pasar por sobre el pozo».